# Paul Eckstein
Pour les articles homonymes, voir Eckstein.
Paul Eckstein (Brooklyn, 11 septembre 1963 - 6 juin 2023) est un acteur, scénariste et producteur américain. 

## Filmographie

### Cinéma
- 1997 : Les Seigneurs de Harlem

### Télévision
- 2000 - 2011 : Star Trek: Voyager
- 2011 : New York, section criminelle
- 2016 : Of Kings and Prophets
- 2019 : Godfather of Harlem